# Păcat (Caragiale)
Păcat... este o nuvelă psihologică a lui Ion Luca Caragiale, apărută în 1892.
În Păcat se vede o intenție etică. Preotul Niță are un fiu nelegitim, ajuns măscărici de bâlci. El își propune să-și îndrepte greșeala din tinerețe, luând acasă pe „Mitu boierul“, dar când își dă seama că un alt păcat devine inevitabil, dragostea între frate și soră, își omoară amândoi copiii.